# Bisbat de Suwon
El bisbat de Suwon (coreà: 수원 교구); llatí: Dioecesis Suvonensis) és una seu de l'Església catòlica a Corea del Sud, sufragània de l'arquebisbat de Seül.
Al 2018 tenia 928.650 batejats d'un total de 8.492.751 habitants. Actualment està regida per l'bisbe Mathias Ri Iong-hoon.

## Territori
La diòcesi comprèn les ciutats de Gwacheon, Gwangmyeong, Gwangju, Gunpo, Seongnam, Suwon, Siheung (en part), Ansan, Anseong, Anyang, Osan, Yongin, Uiwang, Icheon, Pyeongtaek, Hanam, Hwaseong, i els comtats de Yangpyeong i Yeoju a la província de Gyeonggi, a Corea del Sud.
La seu episcopal és la ciutat de Suwon, on es troba la catedral de Jeongjadong
El territori s'estén sobre 5.525 km² i està dividit en 218 parròquies

## Història
La diòcesi va ser erigida el 7 d'octubre de 1963 en virtut de la butlla Summi Pastoris del papa Pau VI, prenent el territori de l'arquebisbat de Seül.

## Cronologia episcopal
- Victorinus Youn Kong-hi (7 d'octubre de 1963 - 25 d'octubre de 1973 nomenat arquebisbe de Kwangju)
- Angelo Kim Nam-su † (5 d'octubre de 1974 - 4 de juny de 1997 jubilat)
- Paul Choi Duk-ki (4 de juny de 1997 - 30 de març de 2009 renuncià)
- Mathias Ri Iong-hoon (Lee Yong-Hoon), des del 30 de març de 2009

## Estadístiques
A finals del 2020, la diòcesi tenia 928.650 batejats sobre una població de 8.492.751 persones, equivalent al 10,9% del del total.
| any  | població | població  | població | sacerdots | sacerdots       | sacerdots       | sacerdots             | diàques | religiosos | religiosos | parroquies |
| ---- | -------- | --------- | -------- | --------- | --------------- | --------------- | --------------------- | ------- | ---------- | ---------- | ---------- |
| any  | batejats | total     | %        | total     | clergat secular | clergat regular | batejats por sacerdot | diàques | homes      | dones      |            |
| 1969 | 54.067   | 1.440.000 | 3,8      | 41        | 40              | 1               | 1.318                 |         | 3          | 61         | 27         |
| 1980 | 88.779   | 2.331.200 | 3,8      | 56        | 54              | 2               | 1.585                 |         | 3          | 235        | 45         |
| 1990 | 221.710  | 3.708.703 | 6,0      | 113       | 91              | 22              | 1.962                 |         | 93         | 517        | 66         |
| 1999 | 452.477  | 5.455.199 | 8,3      | 231       | 187             | 44              | 1.958                 |         | 204        | 849        | 113        |
| 2000 | 484.389  | 5.666.257 | 8,5      | 247       | 199             | 48              | 1.961                 |         | 151        | 828        | 119        |
| 2001 | 505.601  | 5.954.538 | 8,5      | 272       | 214             | 58              | 1.858                 |         | 235        | 1.008      | 128        |
| 2002 | 539.607  | 6.155.862 | 8,8      | 290       | 233             | 57              | 1.860                 |         | 172        | 989        | 134        |
| 2003 | 568.584  | 6.406.787 | 8,9      | 312       | 240             | 72              | 1.822                 |         | 245        | 1.157      | 140        |
| 2004 | 599.044  | 6.446.903 | 9,3      | 353       | 270             | 83              | 1.697                 |         | 267        | 1.145      | 153        |
| 2014 | 825.735  | 7.721.286 | 10,7     | 481       | 407             | 74              | 1.716                 |         | 163        | 1.540      | 202        |
| 2017 | 885.184  | 8.133.304 | 10,9     | 505       | 430             | 75              | 1.752                 |         | 155        | 1.232      | 211        |
| 2020 | 928.650  | 8.492.751 | 10,9     | 534       | 457             | 77              | 1.739                 |         | 161        | 1.122      | 218        |